# Internazionali di Tennis di Baviera 2007
Gli Internazionali di Tennis di Baviera 2007 sono stati un torneo di tennis giocato sulla terra rossa. È stata la 92ª edizione del torneo, facente parte della categoria International Series nell'ambito dell'ATP Tour 2007. Si è giocato a Monaco in Germania, dal 30 aprile al 6 maggio.

## Campioni

### Singolare
Philipp Kohlschreiber ha battuto in finale  Michail Južnyj per 2-6, 6-3, 6-4.

### Doppio
Philipp Kohlschreiber /  Michail Južnyj hanno battuto in finale  Jan Hájek /  Jaroslav Levinský per 6-1, 6-4.